# Temnothorax clypeatus
Temnothorax clypeatus (лат.) — вид мелких муравьёв трибы Crematogastrini из подсемейства Myrmicinae семейства Formicidae. Встречаются в южной, центральной и восточной Европе, включая Крым и Донецкую область. Мелкие желтовато-бурые муравьи (рабочие 3—4 мм, самки до 6 мм). Проподеальные шипики на заднегруди развиты. Стебелёк между грудкой и брюшком состоит из двух члеников: петиолюса и постпетиолюса (последний чётко отделён от брюшка), жало развито, куколки голые (без кокона). Ксеротермофил, гнёзда в сухих ветках.